# 金チオリンゴ酸ナトリウム
金チオリンゴ酸ナトリウム（Sodium aurothiomalate、Gold sodium thiomalate）は、抗リウマチ薬 として用いられる金化合物である。医薬品として用いられている金化合物は、金チオリンゴ酸ナトリウムとオーラノフィンのみである。商品名シオゾール。

## 効能・効果
関節リウマチ

## 用法・用量
関節リウマチには毎週または隔週10mg筋肉内投与から開始し、50mgまたは100mgまで増量する。ただしその間に奏効した場合には適当な最低維持量の投与を継続する。
結核の治療に有効であるともされる。

## 副作用
最も一般的な副作用は消化器症状（消化不良、腫脹、吐気、嘔吐、味覚異常 等）、血管運動症状（潮紅、失神、眩暈、発汗、脱力感、動悸、息切れ、視覚異常 等）、皮膚症状（瘙痒感、発疹、注射部位刺激、脱毛 等）である。そのほか、結膜炎、血液障害、腎機能障害、関節痛、筋肉痛、肝機能障害も良く知られている。消化管出血、粘膜乾燥、歯肉炎も発現する。また頻度は稀であるが、再生不良性貧血、潰瘍性腸炎、嚥下困難、血管性浮腫、肺炎、肺線維症、肝毒性、胆汁鬱滞性黄疸、末梢神経障害、ギラン・バレー症候群、脳症、脳炎、日光過敏症も発現し得る。
重大な副作用に挙げられているものは、ショック、アナフィラキシー様症状、剥脱性皮膚炎、Stevens-Johnson症候群（皮膚粘膜眼症候群）、再生不良性貧血、血小板減少、白血球減少、無顆粒球症、赤芽球癆、ネフローゼ症候群（膜性腎症等）、間質性肺炎、肺線維症、好酸球性肺炎、気管支炎、気管支喘息発作の増悪、大腸炎（時に劇症）、角膜潰瘍、網膜出血、脳症、末梢性神経障害、ミオキミアである。

## 作用機序
詳細な作用機序は不明であるが、プロスタグランジン合成阻害作用があることが判っている。食細胞に働き掛け、MHCクラスII分子-蛋白相互作用を阻害する。以下の酵素を阻害する事も判明している。
- 酸性ホスファターゼ
- β-グルクロニダーゼ
- エラスターゼ
- カテプシンG（英語版）
- トロンビン